# Jan Sławiński (podpułkownik)
Jan Nepomucen Sławiński (ur. 13 maja 1895 w Ujezdzie k. Szubina, zm. 28 października 1981 w Poznaniu) – podpułkownik Wojska Polskiego, żołnierz armii niemieckiej i wielkopolskiej, uczestnik wojny polsko–bolszewickiej i powstania wielkopolskiego oraz I i II wojny światowej, kawaler Orderu Virtuti Militari.

## Życiorys
Urodził się w rodzinie Michała i Wiktorii z d. Szwed. Absolwent gimnazjum w Nakle. W 1915 wcielony do armii niemieckiej, walczył na froncie wschodnim i zachodnim I wojny światowej. W stopniu podporucznika od 24 października 1918. Od stycznia 1919 organizator i dowódca batalionu powstańczego w Kcyni. Na czele tego batalionu brał udział w walkach powstania wielkopolskiego m.in. pod Szczepicami, Nakłem, Szubinem, Gromadnem i Kcynią. Następnie wcielony wraz z batalionem w skład 9 pułku strzelców Wielkopolskich. Od kwietnia 1919 przeniesiony na stanowisko dowódcy II batalionu w 8 pułku piechoty. Z tym pułkiem brał udział w walkach wojny polsko–bolszewickiej.
Szczególnie odznaczył się w walce 1 lipca 1920 w okolicach Mielnika nad Bugiem, gdzie „wraz ze swoim baonem przez 6 godzin trwał na stanowisku pod silnym ogniem artylerii i karabinów maszynowych wroga, a wycofując się zabrał wszystkich swoich rannych i zabitych”. Za tę postawę został odznaczony Orderem Virtuti Militari. 3 maja 1922 został zweryfikowany w stopniu kapitana ze starszeństwem z 1 czerwca 1919 i 1381. lokatą w korpusie oficerów piechoty.
Przeniesiony do rezerwy w styczniu 1924 prowadził własne gospodarstwo rolne i młyn w Białośliwiu. Na stopień majora został mianowany ze starszeństwem z 19 marca 1939 i 30. lokatą w korpusie oficerów rezerwy piechoty.
Podczas kampanii wrześniowej dowodził baonem wartowniczym nr 82, który został zmobilizowany przez KRU Bydgoszcz Miasto i KRU Inowrocław. 3 września dowodzony przez niego batalion wziął udział w akcji przeciwdywersyjnej w Bydgoszczy. Został ranny w walce pod Sochaczewem i dostał się do niewoli niemieckiej. Przebywał w Oflagu II C Woldenberg . 
6 lutego 1945 powrócił z niewoli i dalej prowadził własne gospodarstwo wraz z młynem do 1953, kiedy zostało upaństwowione. „Utrzymywał się później tylko z zapomogi i skromnej emerytury wyjątkowej”. Otrzymał awans na podpułkownika 22 grudnia 1973.
Zmarł w Poznaniu, pochowany na Cmentarzu Junikowskim (pole 8 kwatera 2-10-7).

## Życie prywatne
Żonaty od 1921 z Heleną z d. Reysowska. Mieli czworo dzieci.

## Ordery i odznaczenia
- Krzyż Srebrny Orderu Wojskowego Virtuti Militari nr 297[1][7]
- Krzyż Niepodległości (20 lipca 1932)[1][8]
- Krzyż Kawalerski Orderu Odrodzenia Polski[1]
- Krzyż Walecznych[1]
- Złoty Krzyż Zasługi[1]
- Srebrny Krzyż Zasługi (22 grudnia 1933)[9]
- Wielkopolski Krzyż Powstańczy (8 marca 1958)[10]